# Élections municipales de 2009 en Chaudière-Appalaches
Les élections municipales québécoises de 2009 se déroulent le 1er novembre 2009. Elles permettent d'élire les maires et les conseillers de chacune des municipalités locales du Québec, ainsi que les préfets de quelques municipalités régionales de comté.

## Chaudière-Appalaches

### Adstock
| Candidats pour la mairie       | Vote  | %    |
| ------------------------------ | ----- | ---- |
| René Gosselin                  | 1 008 | 56,9 |
| Hélène Faucher (Sortante)      | 764   | 43,1 |
| Taux de participation : 71,7 % |       |      |

### Armagh
| Candidats pour la mairie       | Vote | %    |
| ------------------------------ | ---- | ---- |
| Guylain Chamberland (Sortant)  | 379  | 58,4 |
| André Fournier                 | 270  | 41,6 |
| Taux de participation : 50,4 % |      |      |

### Beauceville
| Candidats pour la mairie       | Vote  | %    |
| ------------------------------ | ----- | ---- |
| Luc Provençal                  | 2 159 | 80,7 |
| Jacques Bélanger               | 516   | 19,3 |
| Taux de participation : 54,6 % |       |      |

### Beaulac-Garthby
| Candidats pour la mairie       | Vote | %    |
| ------------------------------ | ---- | ---- |
| Loic Lenoir                    | 302  | 52,8 |
| Jean Binette (Sortant)         | 270  | 47,2 |
| Taux de participation : 54,1 % |      |      |

### Beaumont
| Candidats pour la mairie | Vote            | %               |
| ------------------------ | --------------- | --------------- |
| André Goulet (Sortant)   | Sans opposition | Sans opposition |

### Berthier-sur-Mer
| Candidats pour la mairie | Vote            | %               |
| ------------------------ | --------------- | --------------- |
| Rosario Bossé (Sortant)  | Sans opposition | Sans opposition |

### Cap-Saint-Ignace
| Candidats pour la mairie       | Vote | %    |
| ------------------------------ | ---- | ---- |
| André Clavet                   | 865  | 70,8 |
| Pierre Fortin                  | 356  | 29,2 |
| Taux de participation : 48,2 % |      |      |

### Disraeli (paroisse)
| Candidats pour la mairie | Vote            | %               |
| ------------------------ | --------------- | --------------- |
| André Gosselin (Sortant) | Sans opposition | Sans opposition |

### Disraeli (ville)
| Partis                         | Partis                | Candidats pour la mairie | Vote | %    |
| ------------------------------ | --------------------- | ------------------------ | ---- | ---- |
|                                | Équipe André Rodrigue | André Rodrigue           | 898  | 67,3 |
|                                | Indépendant           | Jean-Guy Landry          | 437  | 32,7 |
| Taux de participation : 63,6 % |                       |                          |      |      |

### Dosquet
| Candidats pour la mairie | Vote            | %               |
| ------------------------ | --------------- | --------------- |
| Yvan Charest             | Sans opposition | Sans opposition |

### East Broughton
| Kaven Mathieu                  | 1 002 | 79,5 |
| Paul Grenier (Sortant)         | 259   | 20,5 |
| Taux de participation : 68,2 % |       |      |

### Frampton
| Candidats pour la mairie | Vote            | %               |
| ------------------------ | --------------- | --------------- |
| Jacques Soucy (Sortant)  | Sans opposition | Sans opposition |

### Honfleur
| Candidats pour la mairie | Vote            | %               |
| ------------------------ | --------------- | --------------- |
| Marcel Blais (Sortant)   | Sans opposition | Sans opposition |

### Irlande
| Candidats pour la mairie | Vote            | %               |
| ------------------------ | --------------- | --------------- |
| Bruno Vézina             | Sans opposition | Sans opposition |

### Kinnear's Mills
| Paul Vachon                    | 155 | 51,8 |
| Marquis Bédard (Sortant)       | 144 | 48,2 |
| Taux de participation : 80,9 % |     |      |

### L'Islet
| André Caron                    | 664 | 46,8 |
| Germain Pelletier              | 377 | 26,6 |
| Dorothée St-Laurent            | 257 | 18,1 |
| Hélène Gamache                 | 98  | 6,9  |
| Guy Laprise                    | 22  | 1,6  |
| Taux de participation : 45,3 % |     |      |

### La Durantaye
| Jean-Paul Lacroix                              | 241 | 64,8 |
| Andrée Couillard Desprès Lamontagne (Sortante) | 131 | 35,2 |
| Taux de participation : 58,0 %                 |     |      |

### La Guadeloupe
| Candidats pour la mairie   | Vote            | %               |
| -------------------------- | --------------- | --------------- |
| Huguette Plante (Sortante) | Sans opposition | Sans opposition |

### Lac-Etchemin
| Harold Gagnon                  | 836 | 53,7 |
| Patrice Gagné                  | 720 | 46,3 |
| Taux de participation : 47,3 % |     |      |

### Lac-Frontière
| Candidats pour la mairie  | Vote            | %               |
| ------------------------- | --------------- | --------------- |
| Léon Laverdière (Sortant) | Sans opposition | Sans opposition |

- Guy Garant devient maire de Lac-Frontière en cours de mandat[Quand ?].

### Lac-Poulin
| Candidats pour la mairie | Vote            | %               |
| ------------------------ | --------------- | --------------- |
| Denis Drouin             | Sans opposition | Sans opposition |

### Laurier-Station
| Candidats pour la mairie   | Vote            | %               |
| -------------------------- | --------------- | --------------- |
| Gérard Laganière (Sortant) | Sans opposition | Sans opposition |

- Pierrette Trépanier, conseillère #6, devient mairesse de Laurier-Station en cours de mandat[Quand ?].

### Leclercville
| Candidats pour la mairie | Vote            | %               |
| ------------------------ | --------------- | --------------- |
| Marcel Richard (Sortant) | Sans opposition | Sans opposition |

- Démission de Debbie Dion (conseillère #3) le 6 novembre 2012[1].

### Lévis
| Partis | Partis                                | Candidats pour la mairie          | Vote            | %               |
| ------ | ------------------------------------- | --------------------------------- | --------------- | --------------- |
|        | Lévis Force 10 - Équipe Roy Marinelli | Danielle Roy-Marinelli (Sortante) | Sans opposition | Sans opposition |

### Lotbinière
| Candidats pour la mairie  | Vote            | %               |
| ------------------------- | --------------- | --------------- |
| Maurice Sénécal (Sortant) | Sans opposition | Sans opposition |

### Montmagny
| Candidats pour la mairie      | Vote            | %               |
| ----------------------------- | --------------- | --------------- |
| Jean-Guy Desrosiers (Sortant) | Sans opposition | Sans opposition |

### Notre-Dame-Auxiliatrice-de-Buckland
| Juliette Laflamme              | 266 | 56,4 |
| Robert Lejeune (Sortant)       | 206 | 43,6 |
| Taux de participation : 56,8 % |     |      |

### Notre-Dame-des-Pins
| Pierre Bégin                   | 456 | 61,0 |
| Renald Busque                  | 200 | 26,7 |
| Clermont Quirion               | 92  | 12,3 |
| Taux de participation : 77,7 % |     |      |

### Notre-Dame-du-Rosaire
| Candidats pour la mairie | Vote            | %               |
| ------------------------ | --------------- | --------------- |
| Gilles Giroux            | Sans opposition | Sans opposition |

### Notre-Dame-du-Sacré-Cœur-d'Issoudun
| Candidats pour la mairie   | Vote            | %               |
| -------------------------- | --------------- | --------------- |
| Annie Thériault (Sortante) | Sans opposition | Sans opposition |

### Sacré-Cœur-de-Jésus
| Candidats pour la mairie | Vote            | %               |
| ------------------------ | --------------- | --------------- |
| Guy Roy (Sortant)        | Sans opposition | Sans opposition |

### Saint-Adalbert
| Candidats pour la mairie  | Vote            | %               |
| ------------------------- | --------------- | --------------- |
| René Laverdière (Sortant) | Sans opposition | Sans opposition |

### Saint-Adrien-d'Irlande
| Candidats pour la mairie   | Vote            | %               |
| -------------------------- | --------------- | --------------- |
| Jessika Lacombe (Sortante) | Sans opposition | Sans opposition |

### Saint-Agapit
| Sylvie Fortin Graham (Sortant) | 876 | 78,1 |
| Bernard Breton                 | 246 | 21,9 |
| Taux de participation : 46,2 % |     |      |

### Saint-Alfred
| Candidats pour la mairie     | Vote            | %               |
| ---------------------------- | --------------- | --------------- |
| Jean-Roch Veilleux (Sortant) | Sans opposition | Sans opposition |

### Saint-Anselme
| Candidats pour la mairie | Vote            | %               |
| ------------------------ | --------------- | --------------- |
| Michel Bonneau (Sortant) | Sans opposition | Sans opposition |

### Saint-Antoine-de-l'Isle-aux-Grues
| Frédéric Poulin                | 111 | 69,8 |
| Denis Boulanger                | 48  | 30,2 |
| Taux de participation : 77,7 % |     |      |

### Saint-Antoine-de-Tilly
| Ghislain Daigle                | 281 | 37,4 |
| Paul-Yvon Dumais               | 264 | 35,1 |
| Michel Cauchon (Sortant)       | 207 | 27,5 |
| Taux de participation : 57,2 % |     |      |

### Saint-Apollinaire
| Ginette Moreau (Sortante)      | 1 295 | 79,3 |
| Yves Mailly                    | 338   | 20,7 |
| Taux de participation : 41,6 % |       |      |

### Saint-Aubert
| Germain Robichaud (Sortant)    | 370 | 59,0 |
| Françoise Moreault             | 257 | 41,0 |
| Taux de participation : 45,1 % |     |      |

### Saint-Benjamin
| Martine Boulet                 | 312 | 67,4 |
| Normand Poulin                 | 151 | 32,6 |
| Taux de participation : 60,2 % |     |      |

### Saint-Benoît-Labre
| Marco Marois                   | 603 | 75,5 |
| Marc-Émile Bourque             | 196 | 24,5 |
| Taux de participation : 59,8 % |     |      |

### Saint-Bernard
| Liboire Lefebvre (Sortant)     | 560 | 69,5 |
| Gérard Maguire                 | 246 | 30,5 |
| Taux de participation : 53,6 % |     |      |

### Saint-Camille-de-Lellis
| Adélard Couture (Sortant)      | 317 | 68,0 |
| Richard Pouliot                | 149 | 32,0 |
| Taux de participation : 62,5 % |     |      |

### Saint-Charles-de-Bellechasse
| Martin Lapierre                | 648 | 55,5 |
| Dominic Roy                    | 519 | 44,5 |
| Taux de participation : 63,2 % |     |      |

### Saint-Côme–Linière
| Candidats pour la mairie  | Vote            | %               |
| ------------------------- | --------------- | --------------- |
| Gabriel Giguère (Sortant) | Sans opposition | Sans opposition |

- Démission du maire Gabriel Giguère le 31 août 2011[2].
- Yvon Paquet devient maire de la municipalité[3].

### Saint-Cyprien
| Candidats pour la mairie  | Vote            | %               |
| ------------------------- | --------------- | --------------- |
| Ronald Gosselin (Sortant) | Sans opposition | Sans opposition |

- Réjean Bédard devient maire de Saint-Cyprien en cours de mandat[Quand ?]

### Saint-Cyrille-de-Lessard
| Luc Caron (Sortant)            | 242 | 58,9 |
| Yves Caron                     | 169 | 41,1 |
| Taux de participation : 51,6 % |     |      |

### Saint-Damase-de-L'Islet
| Candidats pour la mairie | Vote            | %               |
| ------------------------ | --------------- | --------------- |
| Paulette Lord (Sortante) | Sans opposition | Sans opposition |

### Saint-Damien-de-Buckland
| Candidats pour la mairie | Vote            | %               |
| ------------------------ | --------------- | --------------- |
| Hervé Blais (Sortant)    | Sans opposition | Sans opposition |

### Saint-Édouard-de-Lotbinière
| Candidats pour la mairie | Vote            | %               |
| ------------------------ | --------------- | --------------- |
| Alain Soucy (Sortant)    | Sans opposition | Sans opposition |

### Saint-Elzéar
| Candidats pour la mairie | Vote            | %               |
| ------------------------ | --------------- | --------------- |
| Richard Lehoux (Sortant) | Sans opposition | Sans opposition |

### Saint-Éphrem-de-Beauce
| Candidats pour la mairie | Vote            | %               |
| ------------------------ | --------------- | --------------- |
| Luc Lemieux (Sortant)    | Sans opposition | Sans opposition |

### Saint-Évariste-de-Forsyth
| Candidats pour la mairie | Vote            | %               |
| ------------------------ | --------------- | --------------- |
| Gaétan Bégin (Sortant)   | Sans opposition | Sans opposition |

### Saint-Fabien-de-Panet
| Candidats pour la mairie    | Vote            | %               |
| --------------------------- | --------------- | --------------- |
| Pierre Thibaudeau (Sortant) | Sans opposition | Sans opposition |

Nomination du poste de maire en été 2017.
- Démission du maire Pierre Thibaudeau le 2 juillet 2013[4].
- Claude Doyon devient maire de la municipalité[4].

### Saint-Flavien
| Candidats pour la mairie | Vote            | %               |
| ------------------------ | --------------- | --------------- |
| Roland Gagnon (Sortant)  | Sans opposition | Sans opposition |

### Saint-Fortunat
| Denis Fortier                  | 138 | 62,7 |
| Réjean Fortier (Sortant)       | 82  | 37,3 |
| Taux de participation : 86,3 % |     |      |

### Saint-François-de-la-Rivière-du-Sud
| Candidats pour la mairie | Vote            | %               |
| ------------------------ | --------------- | --------------- |
| Yves Laflamme (Sortant)  | Sans opposition | Sans opposition |

- Rénald Roy, conseiller #3, devient maire de Saint-François-de-la-Rivière-du-Sud en cours de mandat[Quand ?]

### Saint-Frédéric
| Henri Gagné (Sortant)          | 359 | 55,7 |
| Yvon Landry                    | 285 | 44,3 |
| Taux de participation : 72,2 % |     |      |

### Saint-Gédéon-de-Beauce
| Candidats pour la mairie | Vote            | %               |
| ------------------------ | --------------- | --------------- |
| Eric Lachance (Sortant)  | Sans opposition | Sans opposition |

### Saint-Georges
| Partis                         | Partis                      | Candidats pour la mairie | Vote  | %    |
| ------------------------------ | --------------------------- | ------------------------ | ----- | ---- |
|                                | Rassemblement Saint-Georges | François Fecteau         | 5 456 | 47,3 |
|                                | Développement Saint-Georges | Marcel Bérubé            | 4 143 | 35,9 |
|                                | Indépendante                | Serge Veilleux           | 1 790 | 15,5 |
|                                | Indépendante                | Guy Roberge              | 144   | 1,2  |
| Taux de participation : 49,2 % |                             |                          |       |      |

### Saint-Gervais
| Candidats pour la mairie | Vote            | %               |
| ------------------------ | --------------- | --------------- |
| Gilles Nadeau (Sortant)  | Sans opposition | Sans opposition |

### Saint-Gilles
| Candidats pour la mairie | Vote            | %               |
| ------------------------ | --------------- | --------------- |
| Robert Samson (Sortant)  | Sans opposition | Sans opposition |

### Saint-Henri
| Candidats pour la mairie | Vote            | %               |
| ------------------------ | --------------- | --------------- |
| Yvon Bruneau (Sortant)   | Sans opposition | Sans opposition |

### Saint-Hilaire-de-Dorset
| Candidats pour la mairie | Vote            | %               |
| ------------------------ | --------------- | --------------- |
| Jérôme Lacroix           | Sans opposition | Sans opposition |

### Saint-Honoré-de-Shenley
| Candidats pour la mairie | Vote            | %               |
| ------------------------ | --------------- | --------------- |
| Herman Bolduc (Sortant)  | Sans opposition | Sans opposition |

### Saint-Isidore
| Candidats pour la mairie       | Vote | %    |
| ------------------------------ | ---- | ---- |
| Réal Turgeon                   | 851  | 66,3 |
| Clément Morin (Sortant)        | 432  | 33,7 |
| Taux de participation : 58,5 % |      |      |

### Saint-Jacques-de-Leeds
| Candidats pour la mairie  | Vote            | %               |
| ------------------------- | --------------- | --------------- |
| Philippe Chabot (Sortant) | Sans opposition | Sans opposition |

### Saint-Jacques-le-Majeur-de-Wolfestown
| Candidats pour la mairie | Vote            | %               |
| ------------------------ | --------------- | --------------- |
| Steven Laprise (Sortant) | Sans opposition | Sans opposition |

### Saint-Janvier-de-Joly
| Candidats pour la mairie  | Vote            | %               |
| ------------------------- | --------------- | --------------- |
| Bernard Fortier (Sortant) | Sans opposition | Sans opposition |

### Saint-Jean-de-Brébeuf
| Candidats pour la mairie       | Vote | %    |
| ------------------------------ | ---- | ---- |
| Ghislain Hamel (Sortant)       | 141  | 54,2 |
| Gisèle Carrier Martel          | 119  | 45,8 |
| Taux de participation : 81,8 % |      |      |

### Saint-Jean-Port-Joli
| Candidats pour la mairie   | Vote            | %               |
| -------------------------- | --------------- | --------------- |
| Jean-Pierre Dubé (Sortant) | Sans opposition | Sans opposition |

### Saint-Joseph-de-Beauce
| Candidats pour la mairie | Vote            | %               |
| ------------------------ | --------------- | --------------- |
| Michel Cliche (Sortant)  | Sans opposition | Sans opposition |

### Saint-Joseph-de-Coleraine
| Candidats pour la mairie        | Vote | %    |
| ------------------------------- | ---- | ---- |
| Germain Daigle                  | 348  | 37,9 |
| Josette Vaillancourt (Sortante) | 319  | 34,8 |
| Gilles Gosselin                 | 250  | 27,3 |
| Taux de participation : 55,6 %  |      |      |

- Gilles Gosselin devient maire de Saint-Joseph-de-Coleraine en cours de mandat[Quand ?]

### Saint-Joseph-des-Érables
| Candidats pour la mairie | Vote            | %               |
| ------------------------ | --------------- | --------------- |
| Louis Jacques (Sortant)  | Sans opposition | Sans opposition |

### Saint-Jules
| Candidats pour la mairie       | Vote | %    |
| ------------------------------ | ---- | ---- |
| Ghislaine Doyon (Sortante)     | 316  | 82,9 |
| Clément Roy                    | 65   | 17,1 |
| Taux de participation : 82,4 % |      |      |

### Saint-Julien
| Partis                         | Partis                  | Candidats pour la mairie  | Vote | %    |
| ------------------------------ | ----------------------- | ------------------------- | ---- | ---- |
|                                | Équipe St-Julien        | Jacques Laprise (Sortant) | 188  | 67,9 |
|                                | Naturellement St-Julien | Jacques Longtin           | 89   | 32,1 |
| Taux de participation : 83,9 % |                         |                           |      |      |

- Serge Laliberté, conseiller #2, devient maire de Saint-Julien en cours de mandat[Quand ?]

### Saint-Just-de-Bretenières
| Candidats pour la mairie | Vote            | %               |
| ------------------------ | --------------- | --------------- |
| Réal Bolduc (Sortant)    | Sans opposition | Sans opposition |

### Saint-Lambert-de-Lauzon
| Candidats pour la mairie       | Vote  | %    |
| ------------------------------ | ----- | ---- |
| François Barret (Sortant)      | 1 019 | 63,1 |
| Lisette Moreau                 | 597   | 36,9 |
| Taux de participation : 36,4 % |       |      |

### Saint-Lazare-de-Bellechasse
| Candidats pour la mairie | Vote            | %               |
| ------------------------ | --------------- | --------------- |
| Martin J. Côté (Sortant) | Sans opposition | Sans opposition |

### Saint-Léon-de-Standon
| Candidats pour la mairie | Vote            | %               |
| ------------------------ | --------------- | --------------- |
| Bernard Morin (Sortant)  | Sans opposition | Sans opposition |

### Saint-Louis-de-Gonzague
| Candidats pour la mairie       | Vote | %    |
| ------------------------------ | ---- | ---- |
| Suzanne C. Guenette (Sortante) | 166  | 83,8 |
| Pierre Corbeil                 | 32   | 16,2 |
| Taux de participation : 58,6 % |      |      |

### Saint-Luc-de-Bellechasse
| Candidats pour la mairie       | Vote | %    |
| ------------------------------ | ---- | ---- |
| René Leclerc (Sortant)         | 266  | 68,2 |
| Herman Laflamme                | 84   | 21,5 |
| Lucie Nadeau                   | 40   | 10,3 |
| Taux de participation : 77,1 % |      |      |

### Saint-Magloire
| Candidats pour la mairie | Vote            | %               |
| ------------------------ | --------------- | --------------- |
| Marielle Lemieux         | Sans opposition | Sans opposition |

### Saint-Malachie
| Candidats pour la mairie       | Vote | %    |
| ------------------------------ | ---- | ---- |
| Vital Labonté (Sortant)        | 325  | 72,4 |
| Marielle Sanna                 | 124  | 27,6 |
| Taux de participation : 37,1 % |      |      |

### Saint-Marcel
| Candidats pour la mairie       | Vote | %    |
| ------------------------------ | ---- | ---- |
| Clément Bernier (Sortant)      | 194  | 61,0 |
| Stéphane Morin                 | 124  | 39,0 |
| Taux de participation : 70,5 % |      |      |

### Saint-Martin
| Candidats pour la mairie       | Vote | %    |
| ------------------------------ | ---- | ---- |
| Jean-Marc Paquet (Sortant)     | 723  | 62,5 |
| Robert Joly                    | 433  | 37,5 |
| Taux de participation : 57,1 % |      |      |

### Saint-Michel-de-Bellechasse
| Candidats pour la mairie | Vote            | %               |
| ------------------------ | --------------- | --------------- |
| Suzanne Côté             | Sans opposition | Sans opposition |

### Saint-Narcisse-de-Beaurivage
| Candidats pour la mairie | Vote            | %               |
| ------------------------ | --------------- | --------------- |
| Denis Dion (Sortant)     | Sans opposition | Sans opposition |

### Saint-Nazaire-de-Dorchester
| Candidats pour la mairie  | Vote            | %               |
| ------------------------- | --------------- | --------------- |
| Claude Lachance (Sortant) | Sans opposition | Sans opposition |

### Saint-Nérée
| Candidats pour la mairie       | Vote | %    |
| ------------------------------ | ---- | ---- |
| Clément Vallières (Sortant)    | 239  | 55,2 |
| Dominic Larochelle             | 194  | 44,8 |
| Taux de participation : 56,0 % |      |      |

### Saint-Odilon-de-Cranbourne
| Candidats pour la mairie | Vote            | %               |
| ------------------------ | --------------- | --------------- |
| André Labbé (Sortant)    | Sans opposition | Sans opposition |

### Saint-Omer
| Candidats pour la mairie    | Vote            | %               |
| --------------------------- | --------------- | --------------- |
| Réjeanne Godbout (Sortante) | Sans opposition | Sans opposition |

### Saint-Pamphile
| Candidats pour la mairie  | Vote            | %               |
| ------------------------- | --------------- | --------------- |
| Réal Laverdière (Sortant) | Sans opposition | Sans opposition |

### Saint-Patrice-de-Beaurivage
| Candidats pour la mairie | Vote            | %               |
| ------------------------ | --------------- | --------------- |
| Lewis Camden             | Sans opposition | Sans opposition |

### Saint-Paul-de-Montminy
| Candidats pour la mairie       | Vote | %    |
| ------------------------------ | ---- | ---- |
| Émile Tanguay (Sortant)        | 329  | 65,8 |
| Fernand Robitaille             | 171  | 34,2 |
| Taux de participation : 58,3 % |      |      |

### Saint-Philémon
| Candidats pour la mairie       | Vote | %    |
| ------------------------------ | ---- | ---- |
| Daniel Godbout                 | 338  | 68,0 |
| René Godbout                   | 159  | 32,0 |
| Taux de participation : 67,8 % |      |      |

### Saint-Philibert
| Candidats pour la mairie | Vote            | %               |
| ------------------------ | --------------- | --------------- |
| Marc Nadeau (Sortant)    | Sans opposition | Sans opposition |

### Saint-Pierre-de-Broughton
| Candidats pour la mairie  | Vote            | %               |
| ------------------------- | --------------- | --------------- |
| Nicole Bourque (Sortante) | Sans opposition | Sans opposition |

### Saint-Pierre-de-la-Rivière-du-Sud
| Candidats pour la mairie       | Vote | %    |
| ------------------------------ | ---- | ---- |
| Marie-Eve Proulx               | 279  | 54,8 |
| Hilaire Létourneau (Sortant)   | 124  | 24,4 |
| Pierre Marchand                | 106  | 20,8 |
| Taux de participation : 68,4 % |      |      |

### Saint-Prosper
| Candidats pour la mairie       | Vote  | %    |
| ------------------------------ | ----- | ---- |
| Pierre Poulin (Sortant)        | 1 181 | 93,1 |
| Yvon Larochelle                | 87    | 6,9  |
| Taux de participation : 44,1 % |       |      |

Élection partielle au poste de maire le 2 mai 2011.
- Déclenchée en raison de la démission du maire Pierre Poulin en mars-avril 2011[5].
- Élection de Richard Couët, conseiller #5, au poste de maire[5].
- Jean-Simon Maheux, conseiller #4, assure l'intérim à la mairie[5].

### Saint-Raphaël
| Candidats pour la mairie | Vote            | %               |
| ------------------------ | --------------- | --------------- |
| Gilles Breton (Sortante) | Sans opposition | Sans opposition |

### Saint-René
| Candidats pour la mairie    | Vote            | %               |
| --------------------------- | --------------- | --------------- |
| Jean-Guy Deblois (Sortante) | Sans opposition | Sans opposition |

### Saint-Roch-des-Aulnaies
| Candidats pour la mairie    | Vote            | %               |
| --------------------------- | --------------- | --------------- |
| Michel Castonguay (Sortant) | Sans opposition | Sans opposition |

### Saint-Séverin
| Candidats pour la mairie | Vote            | %               |
| ------------------------ | --------------- | --------------- |
| Charles Gagnon           | Sans opposition | Sans opposition |

### Saint-Simon-les-Mines
| Candidats pour la mairie | Vote            | %               |
| ------------------------ | --------------- | --------------- |
| Martin Busque (Sortant)  | Sans opposition | Sans opposition |

- Christine Caron, conseillère #6, devient mairesse de Saint-Simon-les-Mines en cours de mandat[Quand ?]

### Saint-Sylvestre
| Candidats pour la mairie | Vote            | %               |
| ------------------------ | --------------- | --------------- |
| Mario Grenier (Sortant)  | Sans opposition | Sans opposition |

### Saint-Théophile
| Candidats pour la mairie | Vote            | %               |
| ------------------------ | --------------- | --------------- |
| Roland Boucher (Sortant) | Sans opposition | Sans opposition |

### Saint-Vallier
| Candidats pour la mairie       | Vote | %    |
| ------------------------------ | ---- | ---- |
| Gilbert Vallières              | 318  | 60,6 |
| Gilles Langevin (Sortant)      | 207  | 39,4 |
| Taux de participation : 61,1 % |      |      |

### Saint-Victor
| Candidats pour la mairie | Vote            | %               |
| ------------------------ | --------------- | --------------- |
| Roland Giguère (Sortant) | Sans opposition | Sans opposition |

### Saint-Zacharie
| Candidats pour la mairie       | Vote | %    |
| ------------------------------ | ---- | ---- |
| Jean Paradis                   | 430  | 43,2 |
| Yvon Morin                     | 316  | 31,7 |
| Daniel Gagné (Sortant)         | 250  | 25,1 |
| Taux de participation : 60,7 % |      |      |

### Sainte-Agathe-de-Lotbinière
| Candidats pour la mairie       | Vote | %    |
| ------------------------------ | ---- | ---- |
| Michel Champagne (Sortant)     | 343  | 51,8 |
| Ghislain Abel                  | 319  | 48,2 |
| Taux de participation : 73,4 % |      |      |

### Sainte-Apolline-de-Patton
Aucun candidat à la mairie
- Karine Nadeau devient mairesse de Sainte-Apolline-de-Patton en cours de mandat[Quand ?]

### Sainte-Aurélie
| Candidats pour la mairie       | Vote | %    |
| ------------------------------ | ---- | ---- |
| Gilles Gaudet                  | 256  | 57,0 |
| Mario Pouliot (Sortant)        | 131  | 29,2 |
| Luc Bélanger                   | 62   | 13,8 |
| Taux de participation : 65,4 % |      |      |

### Sainte-Claire
| Candidats pour la mairie  | Vote            | %               |
| ------------------------- | --------------- | --------------- |
| Fernand Fortier (Sortant) | Sans opposition | Sans opposition |

### Sainte-Clotilde-de-Beauce
| Candidats pour la mairie | Vote            | %               |
| ------------------------ | --------------- | --------------- |
| Gérald Grenier (Sortant) | Sans opposition | Sans opposition |

### Sainte-Croix
| Candidats pour la mairie   | Vote            | %               |
| -------------------------- | --------------- | --------------- |
| Jacques Gauthier (Sortant) | Sans opposition | Sans opposition |

### Sainte-Euphémie-sur-Rivière-du-Sud
| Candidats pour la mairie       | Vote | %    |
| ------------------------------ | ---- | ---- |
| Laurence Hallé (Sortante)      | 139  | 56,5 |
| Denis Giroux                   | 92   | 37,4 |
| Lynda Pruneau                  | 15   | 6,1  |
| Taux de participation : 69,8 % |      |      |

### Sainte-Félicité
| Candidats pour la mairie          | Vote | %    |
| --------------------------------- | ---- | ---- |
| Gérard Gagnon                     | 121  | 46,9 |
| Alphé St-Pierre                   | 120  | 46,5 |
| Georges Henri St-Pierre (Sortant) | 17   | 6,6  |
| Taux de participation : 70,1 %    |      |      |

### Sainte-Hénédine
| Candidats pour la mairie       | Vote | %    |
| ------------------------------ | ---- | ---- |
| Yvon Asselin (Sortant)         | 317  | 71,7 |
| Benoit Roy                     | 125  | 28,3 |
| Taux de participation : 48,4 % |      |      |

### Sainte-Justine
| Candidats pour la mairie       | Vote | %    |
| ------------------------------ | ---- | ---- |
| Denis Beaulieu                 | 657  | 68,2 |
| Cécile Veilleux                | 262  | 27,2 |
| Doris Gilbert                  | 45   | 4,7  |
| Taux de participation : 67,2 % |      |      |

### Sainte-Louise
| Candidats pour la mairie       | Vote | %    |
| ------------------------------ | ---- | ---- |
| Denis Gagnon                   | 183  | 44,3 |
| Clément Lemieux                | 124  | 30,0 |
| Mireille Forget (Sortante)     | 106  | 25,7 |
| Taux de participation : 63,9 % |      |      |

### Sainte-Lucie-de-Beauregard
| Candidats pour la mairie | Vote            | %               |
| ------------------------ | --------------- | --------------- |
| Louis Lachance (Sortant) | Sans opposition | Sans opposition |

### Sainte-Marguerite
| Candidats pour la mairie  | Vote            | %               |
| ------------------------- | --------------- | --------------- |
| Adrienne Gagné (Sortante) | Sans opposition | Sans opposition |

### Sainte-Marie
| Candidats pour la mairie | Vote            | %               |
| ------------------------ | --------------- | --------------- |
| Harold Guay (Sortant)    | Sans opposition | Sans opposition |

### Sainte-Perpétue
| Candidats pour la mairie         | Vote | %    |
| -------------------------------- | ---- | ---- |
| Céline Avoine Cloutier (Sortant) | 528  | 75,9 |
| Nicole Lebel                     | 168  | 24,1 |
| Taux de participation : 45,4 %   |      |      |

### Sainte-Praxède
| Candidats pour la mairie | Vote            | %               |
| ------------------------ | --------------- | --------------- |
| Daniel Talbot            | Sans opposition | Sans opposition |

### Sainte-Rose-de-Watford
| Candidats pour la mairie   | Vote            | %               |
| -------------------------- | --------------- | --------------- |
| Hector Provençal (Sortant) | Sans opposition | Sans opposition |

### Sainte-Sabine
| Candidats pour la mairie | Vote            | %               |
| ------------------------ | --------------- | --------------- |
| Denis Boutin (Sortant)   | Sans opposition | Sans opposition |

### Saints-Anges
| Candidats pour la mairie     | Vote            | %               |
| ---------------------------- | --------------- | --------------- |
| Jean-Marie Pouliot (Sortant) | Sans opposition | Sans opposition |

### Scott
| Candidats pour la mairie | Vote            | %               |
| ------------------------ | --------------- | --------------- |
| Clément Marcoux          | Sans opposition | Sans opposition |

### Thetford Mines
| Candidats pour la mairie       | Vote  | %    |
| ------------------------------ | ----- | ---- |
| Luc Berthold (sortant)         | 8 777 | 86,1 |
| Bruno Roy                      | 1 418 | 13,9 |
| Taux de participation : 49,0 % |       |      |

### Tourville
| Candidats pour la mairie    | Vote            | %               |
| --------------------------- | --------------- | --------------- |
| Michel Guy Anctil (Sortant) | Sans opposition | Sans opposition |

### Tring-Jonction
| Candidats pour la mairie | Vote            | %               |
| ------------------------ | --------------- | --------------- |
| Mario Groleau            | Sans opposition | Sans opposition |

### Val-Alain
| Candidats pour la mairie | Vote            | %               |
| ------------------------ | --------------- | --------------- |
| Rénald Grondin (Sortant) | Sans opposition | Sans opposition |

### Vallée-Jonction
| Candidats pour la mairie | Vote            | %               |
| ------------------------ | --------------- | --------------- |
| Réal Bisson              | Sans opposition | Sans opposition |